# Don Álvaro o la fuerza del sino
Don Álvaro o la fuerza del sino (deutsch: Don Álvaro oder die Macht des Schicksals) ist ein Drama des spanischen Schriftstellers Duque de Rivas. Es wurde 1835 in Madrid uraufgeführt und gilt als Durchbruch der literarischen Romantik in Spanien. Giuseppe Verdi vertonte das Stück 1862 zu seiner Oper La forza del destino.

## Stil und Komposition
Der Stil dieses romantischen Schauerdramas ist beeinflusst von der Theatertheorie Victor Hugos, der mit der Einheitlichkeit von Ort und Zeit des neoklassischen Regeldramas brach. Das Stück besteht aus fünf Akten (jornadas), die jedoch über fünf Jahre verteilt sind und an fünf verschiedenen Orten spielen. Figuren verschiedener Stände interagieren miteinander. Das Drama ist teils in Prosa und teils in Versen geschrieben. Im Text befinden sich auch Regieanweisungen, die den Schauspielern Stimmungen vorgeben. Der Bruch mit den Kompositionsregeln des neoklassischen Dramas galt in den Augen vieler Zuschauer bei der Erstaufführung des Stücks in Madrid 1835 als Skandal.

## Inhalt
1. Akt: Don Álvaro ist der Hauptcharakter mysteriöser Herkunft, derentwegen er nicht in den Adel aufgenommen werden kann. Dennoch ist er mit der adeligen Leonor zusammen. Ihr Vater versucht, die Beziehung wegen der unklaren Herkunft des Geliebten zu verhindern. Don Álvaro tötet ihn versehentlich und Leonor fällt deshalb in Ohnmacht. In dem Glauben, sie sei tot, geht Don Álvaro nach Italien, um dort in der Armee zu sterben.
2. Akt: In einer spanischen Provinzstadt ist Leonor in Männerkleidung auf Reisen und tritt mit der Hilfe eines Paters als Mann in ein Kloster ein. Sie wird gesucht von ihren beiden Brüdern, die sie töten wollen, da sie mit der unehelichen Beziehung zu Don Álvaro die Familie entehrt habe.
3. Akt: Einer der Brüder Leonors, Don Carlos, wird in Italien bei einem Glücksspiel mit seinem Leben bedroht. Don Álvaro kommt zufällig vorbei, rettet den Bruder, der ihn nicht erkennt, und freundet sich mit ihm an. Als Carlos ihn schließlich erkennt, ist er hin- und hergerissen zwischen Rachegelüste und Dankbarkeit.
4. Akt: Carlos teilt Don Álvaro mit, dass er wisse, wo Leonor sei. Dieser verfällt in äußerste Aufregung ob der Nachricht, dass Leonor noch lebt. Es kommt zu einer Auseinandersetzung zwischen den beiden Freunden, die schließlich in einem Duell endet, bei dem Don Álvaro Carlos tötet. Don Álvaro ist traurig, dass er die Chance, dass Leonor ihm vergeben könnte, nun verspielt habe. Er stellt sich dem König, der Zweikämpfe verboten hatte, und ihm droht die Todesstrafe. Ehe sie jedoch vollstreckt wird, fallen die Deutschen in Italien ein und verhelfen Don Álvaro zur Flucht.
5. Akt: Vier Jahre sind vergangen und Don Álvaro lebt als Mönch in einem Kloster. Der zweite Bruder Leonors, Alfonso, findet ihn und provoziert ihn zu einem Zweikampf. Dabei tötet Don Álvaro auch ihn. Sterbend möchte dieser eine Beichte ablegen und entdeckt im benachbarten Kloster dabei Leonor. Er tötet die scheinbar entehrte Schwester mit einem Dolch. Nun will auch Don Álvaro nicht mehr leben und stürzt sich von einem Felsen.

## Deutungen
Viele literaturwissenschaftliche Publikationen über Don Álvaro o la fuerza del sino setzten sich mit den Geschlechterrollen auseinander, die im Drama dargestellt werden. Sie gehen beispielsweise auf die Figur der Leonor ein, die sich im Laufe des Stücks zu einem Sinnbild der Verführung verwandele. Sie bleibt jedoch weiterhin Objekt des Handelns und der Interpretationen der männlichen Charaktere. Don Álvaro wird als Gesellschaftsflüchtling beschrieben, den – nach der Analyse von Linda Materna – sein fehlendes Männlichkeitsbild zur Rebellion gegen die patriarchalische Gesellschaft treibe. Diese und andere ödipale Deutungen gehen von einem Geschlechterrollenkonflikt des Protagonisten aus.
Andere Interpretationen beziehen sich auf den sozialkritischen Aspekt des Dramas. Álvaro wird dabei als Außenseiter verstanden, der wegen seiner mestizischen Herkunft die spanischen Normen nicht erfüllen kann. Zentral ist hier die Kritik am Ehrbegriff, den die männlichen Vertreter der Familie Leonors sehr hoch halten. Egal wie reich Don Álvaro ist, wie tapfer er in Italien für die spanische Krone kämpft, welch loyaler Freund er ist oder welch vertrauenswürdiger Liebhaber, so kann er doch durch diese Dinge keine Anerkennung verdienen, da er keine als ehrbar anerkannte Herkunft vorweisen kann. Sein Selbstmord resultiert aus der Unvereinbarkeit der Bemühungen des Individuums, ein ehrenhaftes Leben zu führen, und den Normen, die von außen an ihn herangetragen werden.